# Webisode
Webisode – krótki format filmowy, periodyczna publikacja video trwająca najczęściej kilka minut. Istotą serialu jest udostępnianie go odbiorcom przez Internet, w odcinkach, w regularnych odstępach czasu, bez sztywno wyznaczonych godzin emisji charakterystycznych dla serialu telewizyjnego. Wyrażenie webisode powstało z połączenia dwóch wyrazów: ‘web’ i ‘episode’.

## Historia
- 1998–1999; pierwsze publiczne użycie słowa Webisode zostało przypisane do Stan Lee Media, firmy z branży marketingu, i padło podczas promocji 7. Portalu on-line superhero, serii, której twórcami są Jesse Stang i Steven Salim.
- 1996; wcześniejsze użytkowanie słowa webisode przypisuje się telewizyjnemu show seaQuest 2047. Okresowe publikacje pojawiały się począwszy od około 1996 roku.
- 1995; pierwsza internetowa seria The Spot, stworzona przez Scotta Zakarina. Podczas opisywania serii zostało użyte słowo „Webisodic”.